# Los Alamitos, Mexiko
Los Alamitos är en ort i Mexiko.   Den ligger i kommunen Navolato och delstaten Sinaloa, i den västra delen av landet, 1 100 km nordväst om huvudstaden Mexico City. Los Alamitos ligger 24 meter över havet och antalet invånare är 168.
Terrängen runt Los Alamitos är mycket platt. Runt Los Alamitos är det ganska tätbefolkat, med 155 invånare per kvadratkilometer. Närmaste större samhälle är Culiacán, 19,1 km öster om Los Alamitos. Trakten runt Los Alamitos består till största delen av jordbruksmark.